# اتحادیه مونگ‌کوت
اتحادیه مونگ‌کوت (به لاتین: Mongolkot Union) یک منطقهٔ مسکونی در بنگلادش است که در Keshabpur Upazila واقع شده‌است.
 اتحادیه مونگ‌کوت ۳۸٫۰۷ کیلومتر مربع مساحت و ۲۳٬۲۸۸ نفر جمعیت دارد.